# Rosbiratschka
Rosbiratschka ist ein Kartenspiel für drei oder vier Teilnehmer. Es wird mit 32 oder 24 Karten gespielt.

## Regeln für vier Teilnehmer
Es wird mit 32 Karten in den Farben Eichel, Grün, Rot und Schellen gespielt. Die Rangfolge jeder Farbe ist: Ass, König, Ober, Unter, 10, 9, 8, 7. Jeder Spieler erhält 8 Karten. Der linke Nachbar des Gebers spielt die erste Karte aus. Jeder Spieler bedient die Farbe. Die höchste Karte macht den Stich, wer nicht bedienen kann wirft ab. So werden sechs Einzelspiele gespielt:

### Keinen Stich!
Jeder Spieler versucht ähnlich wie beim Ramsch, dem Erhalten von Stichen auszuweichen. Für jeden dennoch erhaltenen Stich bekommt man einen Strafpunkt. Wenn ein Spieler keine Stiche erhält, dann zählt jeder Stich zwei Strafpunkte. Macht ein Spieler alle 8 Stiche (Durchmarsch), dann erhält er 8 Minuspunkte.

### Keine Herzen!
Hierbei versucht jeder Spieler, möglichst wenige rote Karten in seine Stiche zu bekommen. Jede Dennoch erhaltene Herzkarte zählt einen Strafpunkt. Wenn ein Spieler keine Herz-Karten erhält, dann zählt jeder Herzkarte zwei Strafpunkte. Bekommt ein Spieler alle Herzkarten, dann erhält er 8 Minuspunkte.

### Keine Unter!
Jeder Spieler versucht, keine Unter in seine Stiche zu bekommen. Für jeden dennoch erhaltenen Unter bekommt man zwei Strafpunkte. Wenn ein Spieler keine Unter erhält, dann zählt jeder Unter vier Strafpunkte. Bekommt ein Spieler alle 4 Unter, dann erhält er 8 Minuspunkte.

### Achtung, Herz-König!
Jeder versucht, nicht den Herz-König zu bekommen. Ist der Herz-König gespielt, wird das Einzelspiel abgebrochen und der Spieler, der den Herz-König hat, bekommt 8 Strafpunkte.

### Hundert!
Es geht darum, beim Auslegen von Karten bestimmte Zahlen nicht als erster zu überschreiten. Es zählen: Ass 11, König 4, Ober 3, Unter 2, Zehn 10, Neun 0, Acht 0, Sieben 0. Jeder legt der Reihe nach eine Karte in die Mitte und zählt laut ihren Wert dazu, zum Beispiel „Zehn, 10!“ „Ass 21!“ usw. Wer als erster die Zahl 25 überschritten hat, erhält einen Strafpunkt. Wer die 50 zuerst überschreitet, bekommt 2 Strafpunkte. Wer die 100 als erster überschreitet, erhält 5 Strafpunkte.

### Rosbiratschka!
Hier geht es um das Aus- und Anlegen von Karten auf dem Tisch. Der linke Nachbar des Gebers muss zunächst einen Unter auslegen. Hat er keinen, muss der nächste Spieler einen Unter auslegen, hat dieser auch keinen, dann der Nächste. Sobald ein Unter liegt, muss der nächste Spieler und jeder nach ihm eine gleichfarbige, sich im Rang nach oben oder unten anschließende Karte anlegen. Kann oder will ein Spieler nicht anlegen, muss er einen anderen Unter auslegen. Kann ein Spieler nicht mehr an- oder auslegen sagt er „weiter!“. Wer als einziger noch Karten in der Hand hält, ist der Verlierer und erhält 8 Strafpunkte.

## Regel für drei Teilnehmer
Die Regeln weichen nur darin ab, dass vor dem Spiel alle Siebenen und Achten aus dem Blatt entfernt werden.